# Place Robert-Schuman
La place Robert-Schuman est une voie de Toulouse, chef-lieu de la région Occitanie, dans le Midi de la France.

## Situation et accès

### Description
La place Robert-Schuman est une voie publique. Elle se situe au cœur du quartier Matabiau.
Elle forme un triangle irrégulier de  1340 m².

### Voies rencontrées
La place Robert-Schuman rencontre les voies suivantes, dans l'ordre des numéros croissants :
1. Rue de Bayard
2. Rue Caffarelli
3. Rue de Stalingrad
4. Rue de Bayard
5. Rue de l'Orient

## Odonymie
La place est nommée en hommage à Robert Schuman (1886-1963). Avocat et homme politique engagé auprès des républicains conservateurs, il est dans l'entre-deux-guerres, de 1919 à 1942, député de l'Union républicaine lorraine (URL), puis au Parti démocrate populaire (PDP), puis, après la Seconde Guerre mondiale, entre 1945 et 1962, député du Mouvement républicain populaire (MRP). Il est plusieurs fois ministre de 1946 à 1956, et président du Conseil de 1947 à 1948. Partisan de l'unité européenne, il est l'un des fondateurs de la Communauté européenne du charbon et de l'acier (CECA) en 1951 et préside le Parlement européen de 1958 à 1960.

## Patrimoine et lieux d'intérêt

### Œuvres publiques
- plaque Robert Schuman.